# Filottrano
Filottrano – miejscowość i gmina we Włoszech, w regionie Marche, w prowincji Ankona.
Według danych na styczeń 2010 gminę zamieszkiwało 9714 osób przy gęstości zaludnienia 138,3 os./1 km².